# Salvia adiantifolia
Salvia adiantifolia es una planta herbácea perteneciente a la familia de las lamiáceas. Es originaria de China, donde se encuentra en bosques y colinas. 

## Descripción
S. adiantifolia crece en uno a unos pocos tallos erectos o ascendentes hasta una altura de 30 a 60 cm, con hojas en su mayoría basales. Las inflorescencias son verticilastros con 4-10 flores, sobre todo en panículas , con una corola de color azul con blanco-púrpura que es de 7 a 8 mm.

## Taxonomía
Salvia adiantifolia fue descrita por Elfriede Peter y publicado en Acta Horti Gothoburgensis 10(2): 64–65, f. 3. 1935.
Etimología
Ver: Salvia
adiantifolia: epíteto latino que significa "con las hojas como Adiantum".